# Небугское сельское поселение
Не́бугское сельское поселение — муниципальное образование в Туапсинском районе Краснодарского края России.
В рамках административно-территориального устройства Краснодарского края ему соответствует Агойский сельский округ.
Административный центр — село Небуг.

## География
Муниципальное образование расположено в центральной части Туапсинского района, на южном склоне Главного Кавказского хребта, в холмисто-гористой местности. Основные равнинные участки расположены в узкой приморской полосе и устьях рек. Рельеф местности сильно пересечённый. Средние высоты на территории сельского поселения составляют около 300 метров над уровнем моря. Высшей точкой сельского поселения является гора Агой (994 м).
Площадь территории сельского поселения составляет 242,41 км².
Граничит с землями муниципальных образований: Новомихайловское городское поселение на северо-западе, Шаумянское сельское поселение на севере, Георгиевское сельское поселение и Вельяминовское сельское поселение на востоке, и с Туапсинским городским поселением на юго-востоке. На западе земли сельского поселения омываются водами Чёрного моря.
Гидрографическая сеть представлена бассейнами рек Агой, Небуг, а также десятками мелких речек несущими свои воды напрямую в Чёрное море. В верховьях рек расположены множество водопадов и порогов. Также имеются минеральные родниковые источники.
Климат влажный субтропический. Средняя температура колеблется от +4,5°С в январе, до +23,5°С в июле. Среднегодовое количество осадков составляет около 1100 мм. Наибольшее количество осадков выпадает в зимний период.

## История
В 1940 году в составе восстановленного Туапсинского района был образован Агойский сельский Совет, с административным центром в селе Агой.
В 1993 году Агойский сельский Совет был расформирован и преобразован в Агойский сельский округ.
2 июля 2004 года в границах Агойского сельского округа в рамках организации местного самоуправления было образовано муниципальное образование Небугское сельское поселение с административным центром в селе Небуг.

## Население
| 2002    | 2010    | 2012    | 2013    | 2014    | 2015    | 2016    |
| ------- | ------- | ------- | ------- | ------- | ------- | ------- |
| 10 846  | ↗11 742 | ↗11 951 | ↗12 028 | ↗12 157 | ↗12 189 | ↗12 263 |
| 2017    | 2018    | 2019    | 2020    | 2021    | 2023    |         |
| ↘12 259 | ↘12 224 | ↘12 138 | ↘12 094 | ↘12 069 | ↘12 043 |         |

Процент от населения района — 9.7 %
Плотность — 49.68 чел./км².

### Национальный состав
По данным Всероссийской переписи населения 2010 года:
| Народ           | Численность, чел. | Доля от всего населения, % |
| --------------- | ----------------- | -------------------------- |
| русские         | 8 718             | 74,25 %                    |
| адыги (черкесы) | 1 725             | 14,69 %                    |
| армяне          | 288               | 2,45 %                     |
| украинцы        | 270               | 2,30 %                     |
| другие          | 741               | 6,31 %                     |
| всего           | 11 742            | 100,0 %                    |

По данным Всероссийской переписи населения 2021 года:
| Народ             | Численность, чел. | Доля от всего населения, % |
| ----------------- | ----------------- | -------------------------- |
| Русские           | 9 572             | 79,31 %                    |
| Адыги (Черкесы)   | 1 783             | 14,77 %                    |
| Армяне            | 295               | 2,44 %                     |
| Украинцы          | 142               | 1,18 %                     |
| другие/не указано | 277               | 2,30 %                     |
| всего             | 12 069            | 100,0 %                    |

## Населённые пункты
В состав сельского поселения (сельского округа) входят 7 населённых пунктов:
| № | Населённый пункт   | Тип населённого пункта | Население (чел.) | Доля от населения (%) |
| - | ------------------ | ---------------------- | ---------------- | --------------------- |
| 1 | Агой               | село                   | ↗3257            | 22,67 %               |
| 2 | Агуй-Шапсуг        | аул                    | ↗1940            | 16,52 %               |
| 3 | Майский            | посёлок                | ↘89              | 0,76 %                |
| 4 | Небуг              | село                   | ↗3979            | 33,83 %               |
| 5 | пансионата «Небуг» | посёлок                | ↗130             | 1,11 %                |
| 6 | Сосновый           | посёлок                | ↗611             | 5,20 %                |
| 7 | Тюменский          | посёлок                | ↘2338            | 19,91 %               |

## Местное самоуправление
Администрация Небугского сельского поселения — село Небуг, ул. Газовиков, № 6.
Структуру органов местного самоуправления сельского поселения составляют:
- Администрация Небугского сельского поселения 
  - Глава администрации сельского поселения — Береснев Артём Викторович.
- Совет местного самоуправления Небугского сельского поселения 
  - Председатель совета местного самоуправления сельского поселения — Нагучев Вадим Хамедович.

## Экономика
Основу экономики сельского поселения составляют сельское хозяйство и туризм.
Санаторно-курортная отрасль является бюджетообразующей для сельского поселения. Пляжный сезон длится с середины мая до середины октября. В селе Небуг расположен крупнейший в России аквапарк «Дельфин», а также дельфинарий «Аква-мир». Также большое развитие получили туристические походы на водопады и горные вершины сельского поселения. Популярны походы через горные вершины и перевалы на северный Главного Кавказского хребта.
В сельском поселении развиты садоводческие хозяйства. В окрестностях населённых пунктов разбиты сады фундука, орешника, черешни, яблонь, груш, персиков и т. д. В горах сохранились заросшие со времён Кавказской войны — Старые Черкесские сады.
Всего экономика Небугского сельского поселения представлена 247 хозяйствующими субъектами. Из них:
- сельского хозяйства — 10
- рыболовства и рыбоводства — 1
- лесного хозяйства — 1
- транспорта и связи — 17
- строительных — 32
- торговли и общественного питания — 152
- жилищно-коммунального хозяйства — 2
- непроизводственных видов бытового обслуживания населения — 8
- санаторно-курортных — 25.